# 栃木県の市町村旗一覧
栃木県の市町村旗一覧（とちぎけんのしちょうそんきのいちらん）は、栃木県内の市町村に制定されている、あるいは制定されていた市町村旗の一覧である。なお、一覧の順序は全国地方公共団体コード順による。廃止された市町村旗は廃止日から順に掲載している。

## 市部
| 市         | 市旗              | 制定有無 | 制定日         | 旗の色                                                             | 備考                                                             |
| ---------- | ----------------- | -------- | -------------- | ------------------------------------------------------------------ | ---------------------------------------------------------------- |
| 宇都宮市   |                   | あり     | 1972年7月1日   | 色は地色は臙脂色であり、紋章は白色が指定されている                 |                                                                  |
| 足利市     | （正旗） （略旗） | あり     | 1935年11月16日 | 色は地色は濃海老茶地であり、紋章は中央に金糸の刺繍が指定されている | 竿頭の鏡面は、金梨地の部分のみ銀とし、旗竿は漆塗が指定されている |
| 栃木市     |                   | あり     | 2010年10月2日  | 色は地色は白色であり、紋章は指定色が指定されている                 | 2代目の市旗である                                                |
| 佐野市     |                   | あり     | 2005年11月10日 | 色は地色は白色で紋章は指定色が指定されている                       | 2代目の市旗である                                                |
| 鹿沼市     |                   | あり     | 1948年10月1日  | 色は地色は紺色であり、紋章は白色が指定されている                   |                                                                  |
| 日光市     |                   | あり     | 2006年3月20日  | 色は地色は白色で紋章は指定色が指定されている                       | 2代目の市旗である                                                |
| 小山市     |                   | あり     | 1972年10月13日 | 色は地色は紫色であり、紋章は白色が指定されている                   |                                                                  |
| 真岡市     |                   | あり     | 不明           | 色は小豆色であり、紋章は白色が指定されている                       |                                                                  |
| 大田原市   |                   | あり     | 1969年11月26日 | 色は濃緑色であり、紋章は白色が指定されている                       |                                                                  |
| 矢板市     |                   | あり     | 1978年11月1日  | 地色は濃緑であり、紋章は白色が指定されている                       |                                                                  |
| 那須塩原市 |                   | なし     | なし           | 地色は濃黄色で紋章は指定色が指定されている                         |                                                                  |
| さくら市   |                   | あり     | 2005年3月28日  | 地色は白色で紋章は指定色が指定されている                           | 右下部分に「さくら市」の文字をフォントワークス体で指定されている |
| 那須烏山市 |                   | あり     | 2005年10月1日  | 地色は白色で紋章は指定色が指定されている                           |                                                                  |
| 下野市     |                   | あり     | 2006年1月10日  | 地色は白色で紋章は指定色が指定されている                           | 右下部分に「下野市」の文字に明朝体で指定されている               |

## 町村部
| 郡       | 町村     | 町村旗 | 由来 | 制定日         | 旗の色                                         | 備考 |
| -------- | -------- | ------ | ---- | -------------- | ---------------------------------------------- | ---- |
| 河内郡   | 上三川町 |        | なし | なし           | 地色は紫色で紋章は白色が指定されている         |      |
| 芳賀郡   | 益子町   |        | なし | なし           | 地色は水色で紋章は白色が指定されている         |      |
| 芳賀郡   | 茂木町   |        | なし | なし           | 地色は黄緑色で紋章は白色が指定されている       |      |
| 芳賀郡   | 市貝町   |        | あり | 2003年11月28日 | 地色は紺色であり、紋章は白色が指定されている   |      |
| 芳賀郡   | 芳賀町   |        | あり | 1991年10月1日  | 地色は明緑色であり、紋章は白色が指定されている |      |
| 下都賀郡 | 壬生町   |        | あり | 1960年7月5日   | 地色は紺色であり、紋章は白色が指定されている   |      |
| 下都賀郡 | 野木町   |        | あり | 1973年3月9日   | 地色は緑色であり、紋章は白色が指定されている   |      |
| 塩谷郡   | 塩谷町   |        | なし | なし           | -                                              |      |
| 塩谷郡   | 高根沢町 |        | あり | 1959年12月25日 | 地色は紺色であり、紋章は白色が指定されている   |      |
| 那須郡   | 那須町   |        | なし | なし           | 地色は藍色で紋章は白色が指定されている         |      |
| 那須郡   | 那珂川町 |        | なし | なし           | 地色は白色で紋章は指定色が指定されている       |      |

## 廃止された市町村旗
| 市郡     | 町村       | 市町村旗 | 制定有無 | 制定日              | 廃止日        | 旗の色                                                     | 備考                                                                           |
| -------- | ---------- | -------- | -------- | ------------------- | ------------- | ---------------------------------------------------------- | ------------------------------------------------------------------------------ |
| 下都賀郡 | 大平町     |          | なし     | なし                | 1991年5月18日 | -                                                          | 初代の町旗である                                                               |
| 黒磯市   |            |          | あり     | 1995年              | 2005年1月1日  | 地色は緑色であり、紋章は紫色、縁部分は白色が指定されている | 左下部分に「KUROISO」を白色、紋章の右側に線を配している 制定前は未制定であった |
| 那須郡   | 西那須野町 |          | なし     | なし                | 2005年1月1日  | 地色は紫色であり、紋章は白色が指定されている               |                                                                                |
| 那須郡   | 塩原町     |          | なし     | なし                | 2005年1月1日  | 地色は藍色であり、紋章は白色が指定されている               |                                                                                |
| 佐野市   |            |          | あり     | 1957年3月25日       | 2005年2月28日 | 地色は濃紫色であり、紋章は金色が指定されている             | 初代の市旗である                                                               |
| 安蘇郡   | 田沼町     |          | あり     | 1967年3月17日       | 2005年2月28日 | 地色は紫色であり、紋章は白色が指定されている               | 「田沼町」は白色が指定されている                                               |
| 安蘇郡   | 葛生町     |          | 未制定   | 未制定              | 2005年2月28日 | -                                                          |                                                                                |
| 塩谷郡   | 氏家町     |          | あり     | 1969年11月1日       | 2005年3月28日 | 地色は小豆色であり、紋章は白色が指定されている             | 紋章は左上に配したものである                                                   |
| 塩谷郡   | 喜連川町   |          | あり     | 1965年12月1日       | 2005年3月28日 | 地色は白色であり、紋章は小豆色が指定されている             | 紋章は中央一杯に配したものである                                               |
| 那須郡   | 湯津上村   |          | なし     | なし                | 2005年10月1日 | 地色は緑色で紋章は白色が指定されている                     |                                                                                |
| 那須郡   | 黒羽町     |          | なし     | なし                | 2005年10月1日 | 地色は藍色で紋章は白色が指定されている                     |                                                                                |
| 那須郡   | 南那須町   |          | なし     | なし                | 2005年10月1日 | 地色は紺色で紋章は白色が指定されている                     |                                                                                |
| 那須郡   | 烏山町     |          | なし     | なし                | 2005年10月1日 | -                                                          |                                                                                |
| 那須郡   | 馬頭町     |          | なし     | なし                | 2005年10月1日 | 地色は紺色で紋章は白色が指定されている                     |                                                                                |
| 那須郡   | 小川町     |          | なし     | なし                | 2005年10月1日 | 地色は水色で紋章は白色が指定されている                     |                                                                                |
| 上都賀郡 | 粟野町     |          | なし     | なし                | 2006年1月1日  | 地色は臙脂色で紋章は白色が指定されている                   |                                                                                |
| 河内郡   | 南河内町   |          | なし     | なし                | 2006年1月10日 | 地色は紫色で紋章は白色が指定されている                     |                                                                                |
| 下都賀郡 | 石橋町     |          | なし     | なし                | 2006年1月10日 | 地色は臙脂色で紋章は白色が指定されている                   |                                                                                |
| 下都賀郡 | 国分寺町   |          | あり     | 1976年6月23日       | 2006年1月10日 | 地色は臙脂色で紋章は白色が指定されている                   |                                                                                |
| 日光市   |            |          | あり     | 1951年1月           | 2006年3月20日 | 地色は紺色で紋章は白色が指定されている                     | 日光町旗として制定され、市制施行後に初代の市旗として継承された                 |
| 今市市   |            |          | なし     | なし                | 2006年3月20日 | 地色は水色で紋章は緑色が指定されている                     |                                                                                |
| 上都賀郡 | 足尾町     |          | なし     | なし                | 2006年3月20日 | -                                                          |                                                                                |
| 塩谷郡   | 栗山村     |          | なし     | なし                | 2006年3月20日 | 地色は緑色で紋章は白色が指定されている                     |                                                                                |
| 塩谷郡   | 藤原町     |          | なし     | なし                | 2006年3月20日 | 地色は紫色で紋章は白色が指定されている                     |                                                                                |
| 河内郡   | 上河内町   |          | なし     | なし                | 2007年3月31日 | 地色は緑色であり、紋章は白色が指定されている               |                                                                                |
| 河内郡   | 河内町     |          | なし     | なし                | 2007年3月31日 | 地色は緑色で紋章は白色が指定されている                     |                                                                                |
| 芳賀郡   | 二宮町     |          | なし     | なし                | 2009年3月23日 | 地色は臙脂色で紋章は白色が指定されている                   |                                                                                |
| 栃木市   |            |          | あり     | 1975年9月1日        | 2010年3月29日 | 濃紫色であり、紋章は白色が指定されている                   | 初代の市旗である                                                               |
| 下都賀郡 | 大平町     |          | あり     | 1991年5月18日       | 2010年3月29日 | 地色は白色であり、紋章は指定色が指定されている             | 2代目の町旗である                                                              |
| 下都賀郡 | 藤岡町     |          | あり     | 1965年 （月日不明） | 2010年3月29日 | 色は地色は藤色であり、紋章は白色が指定されている           |                                                                                |
| 下都賀郡 | 都賀町     |          | あり     | 1978年3月24日       | 2010年3月29日 | 地色は若草色であり、紋章は白色が指定されている             |                                                                                |
| 上都賀郡 | 西方町     |          | あり     | 1971年11月3日       | 2011年10月1日 | 地色は若草色であり、紋章は白色が指定されている             | 西方村旗として制定され、町制施行後に継承された                                 |
| 下都賀郡 | 岩舟町     |          | あり     | 1966年12月1日       | 2014年4月5日  | 地色は海老茶色であり、紋章は白色が指定されている           |                                                                                |

### 書籍
- 中川幸也『シリーズ人間とシンボル第2号「都市の旗と紋章」』中川ケミカル、1987年10月11日。
- NHK情報ネットワーク『NHKふるさとデータブック3 [関東]』日本放送協会、1992年4月1日。

### 自治体書籍
- 氏家町役場『氏家町例規集』栃木県塩谷郡氏家町。
- 喜連川町役場『喜連川町例規集』栃木県塩谷郡喜連川町。